# Carabus syrus
Carabus syrus es una especie de insecto adéfago del género Carabus, familia Carabidae. Fue descrita científicamente por Roeschke en 1898.
Habita en Líbano. Este escarabajo posee una longitud corporal de 32 a 39 mm.